# Волна (футбольный клуб, Нижегородская область)
«Волна́» — российский футбольный клуб из Нижегородской области, основанный в 2016 году. В сезонах 2020/21 и 2021/22 выступал во втором дивизионе России, где домашним стадионом являлся городской стадион «Локомотив» в Нижнем Новгороде. С сезона 2024 года играет в дивизионе «Б» Второй лиги.

## Эмблемы команды
|  |  |

## История
Футбольная команда в поселке Ковернино появилась в 2016 году по инициативе местного предпринимателя Алексея Козырева, взявшего на себя финансирование клуба. Поначалу коллектив заявился в первенство северо-восточных районов Нижегородской области, в котором ковернинцы заняли итоговое третье место. Дебют команды в Высшей лиге областного чемпионата состоялся год спустя.
В 2018 году «Волна» завоевала серебро чемпионата Нижегородской области, а в 2019 году — бронзу в Первенстве МФС «Приволжье» III дивизиона.

### Сезон 2020/2021. Дебют в ПФЛ
16 июня 2020 года стало известно о том, что клуб успешно прошёл процедуру лицензирования для участия в розыгрыше Первенства ПФЛ в сезоне 2020/21. Помимо Ковернино, команда представляла всю Нижегородскую область, а её новым домашним стадионом стала городская арена «Локомотив» в Нижнем Новгороде. В ПФЛ «Волна» выступала в группе 4. В дебютном матче «Волна» обыграла дома с «Челябинск» со счётом 1:0. Костяк команды составили воспитанники нижегородского футбола.
В Кубке России 2020/2021 команда в 1/256 финала на выезде обыграла «Ладу-Тольятти» со счётом 3:0, а на стадии 1/128 финала по пенальти (1:4) дома уступила ульяновской «Волге» (основное время — 0:0), в группе 4 ПФЛ заняла 10-е место среди 15 команд-участниц.

### Сезон 2021/2022. ФНЛ-2
В сезоне 2021/2022 в Кубке России команда, обыграв дзержинский «Химик» в гостях (0:0, по пенальти 3:1) и ярославский «Шинник» дома (0:0, по пенальти 5:4), выбыла на стадии 1/64 финала, проиграв на своём поле владимирскому «Торпедо» (0:2). В первенстве ФНЛ-2 в группе 2 на первом (летне-осеннем) этапе команда вошла в первую шестёрку команд второй подгруппы, тем самым выйдя в подгруппу «А» второго этапа (за 1—12-е места), который проходил весной. Часть показателей переносились на второй этап, который «Волна» начала на 5-м месте. Весной состав команды значительно омолодился, результат — 9-е место.
В весенней части сезона домашние матчи команда проводила на стадионе «Химик» в Дзержинске.
9 июня 2022 года стало известно, что в списке клубов Второго дивизиона ФНЛ, получивших лицензии РФС на сезон 2022/23, «Волна» отсутствует. 10 июня главный тренер Владимир Силованов после заключительного матча с «Ленинградцем» (0:6, дома) подтвердил, что клуб уйдёт из профессиональной лиги, но у «Волны» останется команда, которая продолжит играть в областных соревнованиях. Ряд игроков в матче с «Ленинградцем» не участвовал по причине их выступлений в поединках кубка и чемпионата области. Футболистам «Волны» также было предложено перейти в дзержинский «Химик» в рамках начавшегося процесса объединения двух профессиональных клубов.

### С 2023 года
Команда «Волна» (Ковернино) в сезоне 2023 года заняла 4-е место в чемпионате Нижегородской области. С сезона 2024 года клуб выступает в дивизионе «Б» Второй лиги в результате сделки с ФК «Электрон» (Великий Новгород).

## Достижения
МФС «Приволжье»
- Бронзовый призёр: 2019

Чемпионат Нижегородской области
- Серебряный призёр: 2018

## Состав
| 1  | Флаг России | Вр  | Иван Мигунов       | 2003 |  |  |  |  |  |
| 51 | Флаг России | Вр  | Егор Алексеев      | 2006 |  |  |  |  |  |
| 81 | Флаг России | Вр  | Олег Смирнов       | 1990 |  |  |  |  |  |
|    |             |     |                    |      |  |  |  |  |  |
| 2  | Флаг России | Защ | Данила Чечёткин    | 2000 |  |  |  |  |  |
| 4  | Флаг России | Защ | Артём Абрамов      | 1991 |  |  |  |  |  |
| 6  | Флаг России | Защ | Сергей Чибисов     | 2000 |  |  |  |  |  |
| 18 | Флаг России | Защ | Олег Волков        | 2002 |  |  |  |  |  |
| 19 | Флаг России | Защ | Никита Романов     | 2007 |  |  |  |  |  |
| 30 | Флаг России | Защ | Александр Волков   | 2000 |  |  |  |  |  |
| 63 | Флаг России | Защ | Никита Калинин     | 2007 |  |  |  |  |  |
|    |             |     |                    |      |  |  |  |  |  |
| 7  | Флаг России | ПЗ  | Аслан Муталиев     | 2002 |  |  |  |  |  |
| 11 | Флаг России | ПЗ  | Данил Воронов      | 2001 |  |  |  |  |  |
| 12 | Флаг России | ПЗ  | Владислав Сайгушев | 2000 |  |  |  |  |  |

| 17 | Флаг России | ПЗ  | Руслан Щербин           | 1999 |  |  |  |  |  |
| 22 | Флаг России | ПЗ  | Бахадур Соколов         | 2000 |  |  |  |  |  |
| 33 | Флаг России | ПЗ  | Аксентий Чалигава       | 2004 |  |  |  |  |  |
| 77 | Флаг России | ПЗ  | Михаил Костюков         | 1991 |  |  |  |  |  |
| 88 | Флаг России | ПЗ  | Константин Шамаев       | 1999 |  |  |  |  |  |
| 90 | Флаг России | ПЗ  | Иван Северьянов         | 2002 |  |  |  |  |  |
| 97 | Флаг России | ПЗ  | Даниил Котельников      | 2003 |  |  |  |  |  |
| 98 | Флаг России | ПЗ  | Егор Поздняков          | 2000 |  |  |  |  |  |
|    |             |     |                         |      |  |  |  |  |  |
| 8  | Флаг России | Нап | Михаил Заботкин         | 2003 |  |  |  |  |  |
| 10 | Флаг России | Нап | Игорь Беляков (капитан) | 1994 |  |  |  |  |  |
| 17 | Флаг России | Нап | Роман Баранов           | 2004 |  |  |  |  |  |
| 20 | Флаг России | Нап | Артём Тарасов           | 2008 |  |  |  |  |  |
| 78 | Флаг России | Нап | Евгений Мухин           | 2003 |  |  |  |  |  |

## Главные тренеры
- Василий Абрамов[17]
- Владимир Силованов[18] (2018—2020)
- Валерий Богданец[19] (2021)
- Владимир Силованов (2021—2022)
- Владимир Малкин (2023)[20]
- Олег Макеев (2024—2025)[21]
- Михаил Коляда (2025, и. о.)
- Ренат Мифтахов (2025—н.в.)

## Тренерский штаб
- Ренат Мифтахов — главный тренер
- Наиль Хабибуллин — старший тренер
- Андраник Айрапетян — тренер
- Михаил Коляда — тренер вратарей
- Олеся Можаева — тренер по физической подготовке
- Максим Фахретдинов — начальник команды

## Молодёжная команда
В структуру клуба в 2020 году входил дублирующий состав из игроков 2000—2002 годов рождения. В сезонах 2019 и 2020 вторая команда (в 2019 — «Волна-Д», в 2020 — «Волна-М») — участник чемпионата Нижегородской области, в 2020 году стала чемпионом Нижегородской области, домашний стадион — СОК «Мирный» в деревне Оскордино Городецкого района.
В 2021 году ФК «Волна» не стал заявлять молодёжную команду в чемпионат Нижегородской области.
В 2022 году в чемпионате и кубке Нижегородской области принимала участие команда «Узола-Волна-Д».

## ДЮСШ
Основатель ФК «Волна» Алексей Козырев также организовал при команде футбольную школу для детей.